# Monte Alegre
Monte Alegre este un oraș în Pará (PA), Brazilia.